# Międzynarodowy Dzień Białej Laski
Międzynarodowy Dzień Białej Laski – święto osób niewidomych i niedowidzących, obchodzone corocznie 15 października od 1964 roku.

## Historia
Dzień Bezpiecznej Białej Laski (ang. White Cane Safety Day), proklamowany przez Kongres Stanów Zjednoczonych, został ogłoszony przez prezydenta Lyndona S. Johnsona 15 października 1964 roku.
W 1969 roku w Kolombo na Cejlonie odbyło się IV posiedzenie Zgromadzenia Ogólnego Międzynarodowej Federacji Niewidomych (ICBA, poprzedniczki Światowej Unii Niewidomych), gdzie końcowym postanowieniem było ustanowienie daty 15 października Międzynarodowym Dniem Białej Laski. Pierwsze obchody na skalę międzynarodową odbyły się w 1970 roku.
W 1992 roku Światowa Unia Niewidomych (ang.  World Blind Union, WBU) podjęła uchwałę, aby zwrócić się do Organizacji Narodów Zjednoczonych, by dzień ten obchodzić jako Dzień Białej Laski Narodów Zjednoczonych, jednak do dziś nie został ustanowiony. Na IV Zgromadzeniu Ogólnym Europejskiej Unii Niewidomych (ang. European Blind Union, EBU), które odbyło się w Ustroniu w Polsce w 1992 roku, podjęto uchwałę o europejskich obchodach.
Pierwsze oficjalne obchody  w Polsce odbyły się w 1993 roku.

## Obchody
Celem obchodów jest przedstawienie opinii publicznej, środkom masowego przekazu, rządom i władzom lokalnym  problematyki osób niewidomych i niedowidzących. Dla osób niewidomych jest to uroczyste święto, podczas którego przypominają zdrowej części społeczeństwa, że istnieją, że chcą żyć tak jak wszyscy inni obywatele kraju i świata, bez ograniczeń i bez fałszywej litości.
W niektórych krajach, m.in. Chinach, dzień ten jest obchodzony, jako Międzynarodowy Dzień Niewidomych (ang. International Day for the Blind). Pod tą samą nazwą święto obchodzone jest m.in. w Rosji i w Polsce, ale 13 listopada w dzień urodzin francuskiego pedagoga Valentina Haüya (1745-1822), założyciela pierwszej szkoły dla niewidomych w Paryżu. Pierwszy raz obchody tego Dnia miały miejsce w 1946 roku.